# Ifeanyi Onyedika
Ifeanyi Onyedika est un footballeur international nigérian des années 1970 et 1980, devenu entraîneur. Il remporte la CAN 1980 avec le Nigeria, compétition durant laquelle il inscrit un but.

## Biographie
Il participe à la CAN 1980 avec l'équipe du Nigeria. Lors de cette compétition, il inscrit un but contre la Tanzanie à l'occasion du premier tour, pour une victoire 3-1. Le Nigeria remporte le tournoi en battant l'Algérie en finale.
En club, il remporte le championnat nigérian en 1984 avec l'équipe d'Enugu. 
Après sa carrière de joueur, il devient l'entraîneur du Dolphin FC.

## Palmarès
- Vainqueur de la Coupe d'Afrique des nations en 1980 avec l'équipe du Nigeria
- Champion du Nigeria en 1984 avec Enugu

## But en sélection
| But en sélection de Ifeanyi Onyedika | But en sélection de Ifeanyi Onyedika | But en sélection de Ifeanyi Onyedika | But en sélection de Ifeanyi Onyedika | But en sélection de Ifeanyi Onyedika | But en sélection de Ifeanyi Onyedika | But en sélection de Ifeanyi Onyedika |
|                                      | Date                                 | Lieu                                 | Adversaire                           | Score                                | Résultat                             | Compétition                          |
| ------------------------------------ | ------------------------------------ | ------------------------------------ | ------------------------------------ | ------------------------------------ | ------------------------------------ | ------------------------------------ |
| 1.                                   | 8 mars 1980                          | Lagos                                | Tanzanie                             | 2-0 (1 but à 35e)                    | 3-1                                  | CAN 1980 (1er tour)                  |